# Schronisko PTTK w Świętej Katarzynie
Schronisko PTTK w Świętej Katarzynie – dawne schronisko turystyczne, obecnie obiekt noclegowy, położone we wsi Święta Katarzyna w Łysogórach (Góry Świętokrzyskie). Obiekt powstał w 1957 roku z inicjatywy PTTK i nosił wówczas imię Aleksandra Janowskiego. Miał on wówczas ok. 130 miejsc noclegowych.
Obecnie w bazach danych obiekt określany jest jako „Dom Wycieczkowy PTTK” lub „Ośrodek Wypoczynkowy JODEŁKA”. Posiada 95 miejsc noclegowych, restaurację i prowadzi działalność komercyjną. Nadal honorowane są w nim zniżki dla członków PTTK.

## Dane teleadresowe
ul. Kielecka 3, Święta Katarzyna

26-010 Bodzentyn

## Szlaki turystyczne
- Główny Szlak Świętokrzyski im. Edmunda Massalskiego na odcinku: Masłów Pierwszy – Klonówka – przełom Lubrzanki – Krajno Pierwsze – Święta Katarzyna – Łysica – Przełęcz św. Mikołaja – Kakonin – Huta Szklana (Przełęcz Hucka) – Św. Krzyż (Łysa Góra)
- Niebieski szlak turystyczny Wąchock - Cedzyna na odcinku: Cedzyna – Mąchocice Kapitulne – Ciekoty – Święta Katarzyna – Miejska Góra – Bodzentyn